# Kleinbachselten
Kleinbachselten (ungarisch Kiskarasztos, Romani Boslina) ist eine Ortschaft der Gemeinde Mischendorf im Bezirk Oberwart im Burgenland in Österreich.

## Geografie
Der Ort liegt an den Abhängen des bewaldeten Ungarberges  im südburgenländischen Pinkatal. Dessen rechtsseitiger Zufluss, der Teichbach (auch bezeichnet als die Teich) fließt mitten durch die Ortschaft.

## Geschichte
Der Ort gehörte wie das gesamte Burgenland bis 1920/21 zu Ungarn (Deutsch-Westungarn). Ab 1898 musste aufgrund der Magyarisierungspolitik der Regierung in Budapest der ungarische Ortsname Kiskarasztos verwendet werden. Nach Ende des Ersten Weltkriegs wurde nach zähen Verhandlungen Deutsch-Westungarn in den Verträgen von St. Germain und Trianon 1919 Österreich zugesprochen. Seit 1921 gehört Kleinbachselten zum damals neu gegründeten Bundesland Burgenland (siehe auch Geschichte des Burgenlandes).
Am 1. Jänner 1971 wurde der Ort im Zuge des Gemeindestrukturverbesserungsgesetzes der burgenländischen Landesregierung mit den Ortschaften Großbachselten, Kotezicken, Mischendorf, Neuhaus in der Wart und Rohrbach an der Teich zur neuen Gemeinde Mischendorf zusammengelegt.

## Kultur und Sehenswürdigkeiten
- Römisch-katholische Ortskapelle hll. Petrus und Paulus: erbaut 1935
- Glockenturm: denkmalgeschützter, mehrfach erneuerter Holzbau von 1868
- Ehemaliges Schulhaus: erbaut 1926 bis 1928[3]
- Kriegerdenkmal

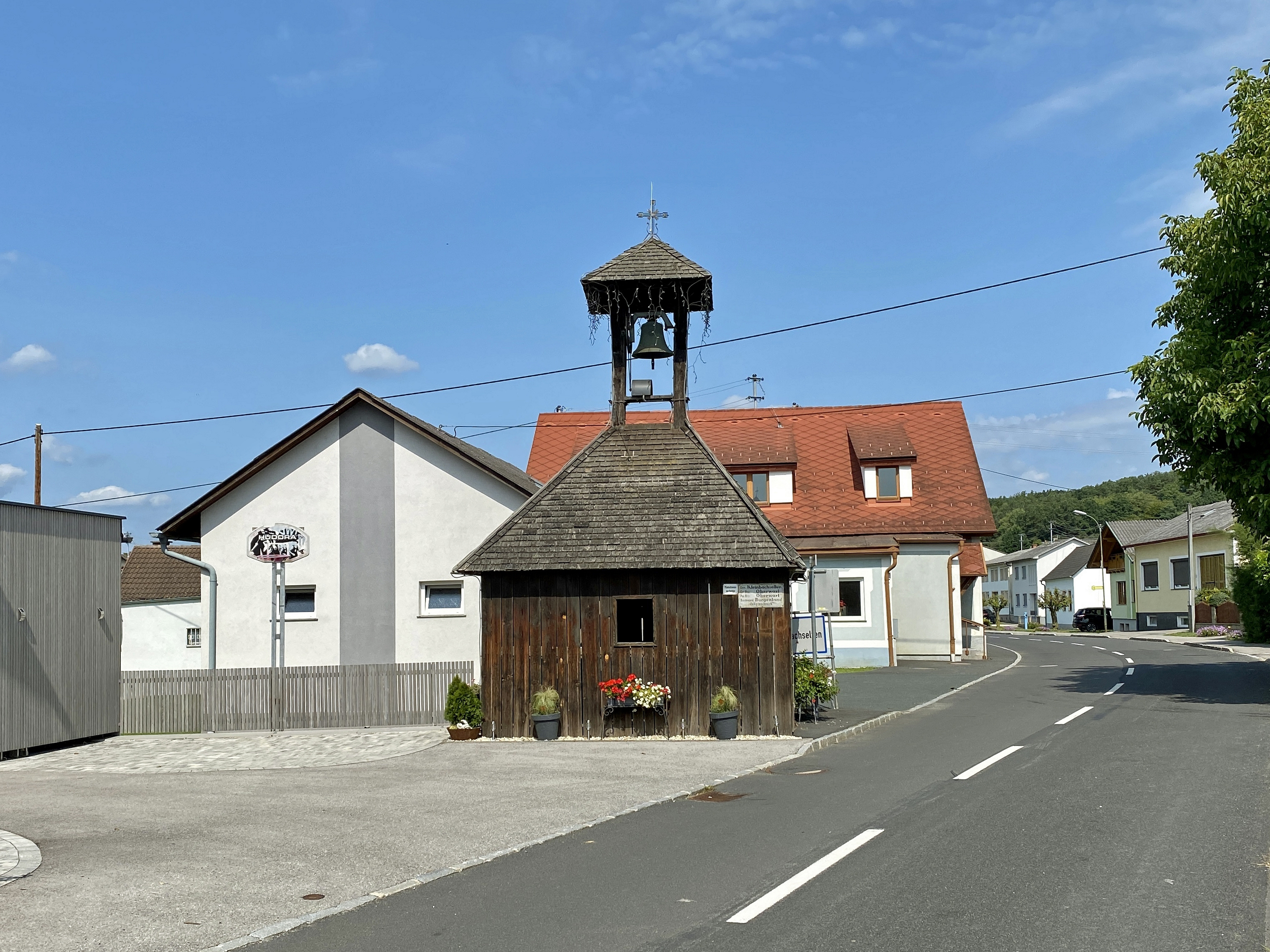
Glockenturm
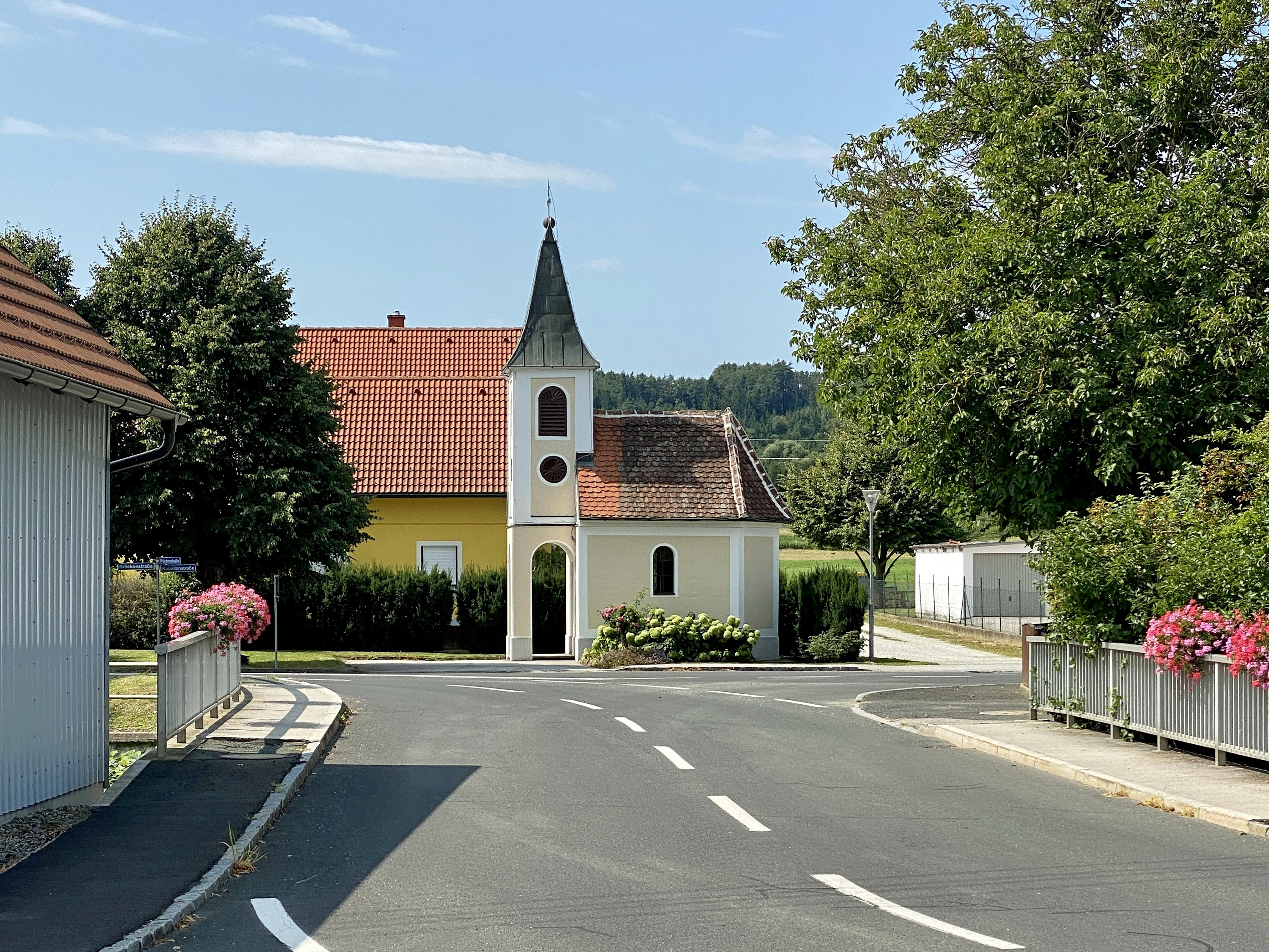
Ortskapelle
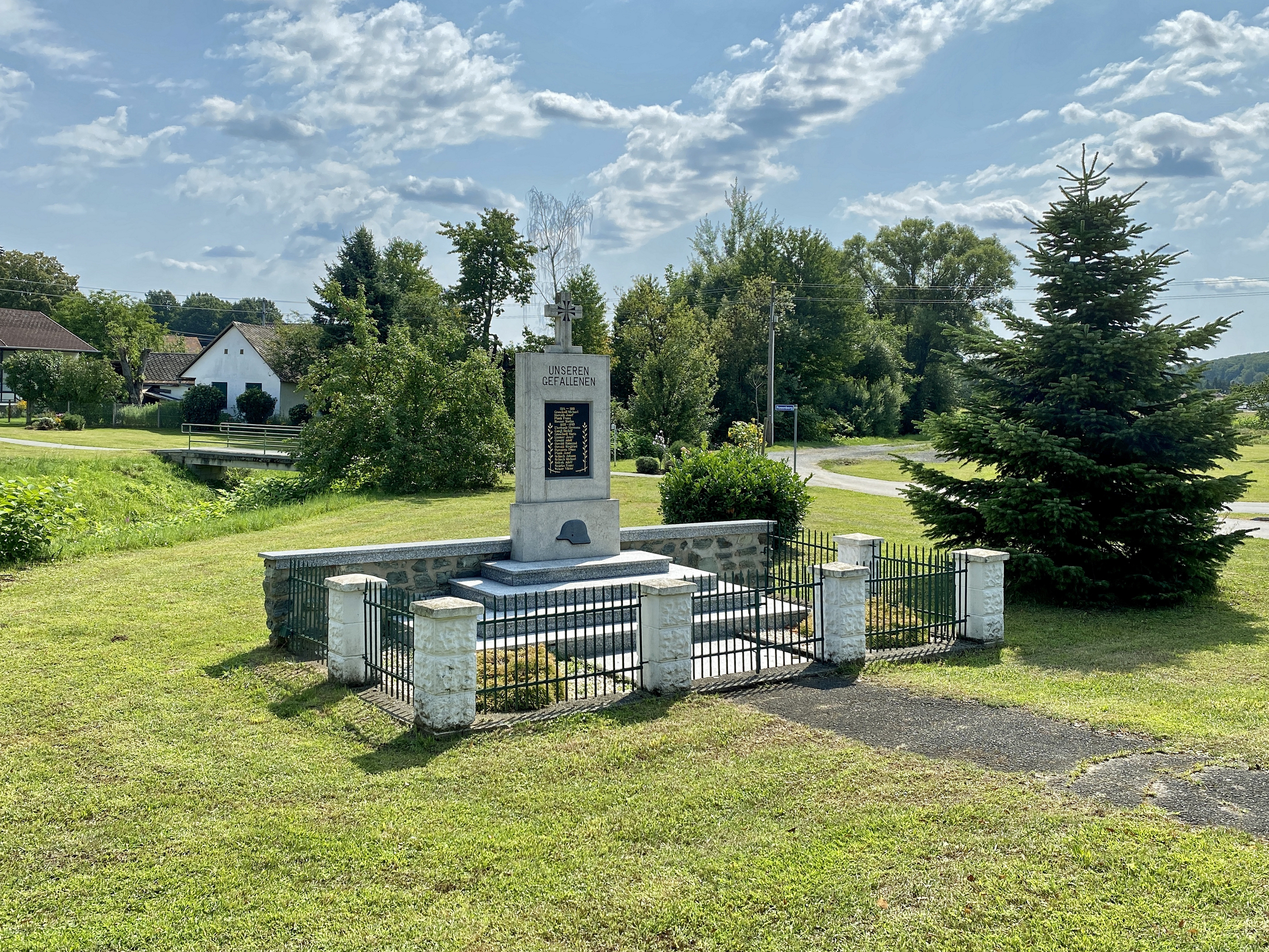
Kriegerdenkmal